# Eilema proleuca
Eilema proleuca là một loài bướm đêm thuộc phân họ Arctiinae, họ Erebidae.